# Seznam ruskih feldmaršalov
Seznam ruskih feldmaršalov.
Naštetih je 64 častnikov, ki so dosegli čin feldmaršala v času Ruskega imperija. Za maršale po 1917 glej maršal Sovjetske zveze. Za maršale po 1991 glej maršal Ruske federacije.
- 1700 - grof Fjodor Aleksejevič Golovin (1650-1706)
- 1701 - grof Boris Petrovič Šeremetev (1652-1719)
- 1709 - presvetli knez Aleksander Danilovič Menšikov (1673-1729)
- 1725 - knez Anikita Ivanovič Repnin (1668-1726)
- 1725 - knez Mihail Mihajlovič Golicin (1647-1730)
- 1726 - Jacob Bruce (1670-1735)
- 1728 - Princ Ivan Trubetskoj (1667-1750)
- 1728 - Princ Vasilij Vladimirovič Dolgorukov (1667-1746)
- 1732 - Burkhard grof von Munnich (1683-1767)
- 1756 - Stepan Apraksin (1702-1758)
- 1756 - Grof Alexander Buturlin (1694-1767)
- 1756 - Grof Aleksej Razumovski (1709-1771)
- 1759 - Grof Peter Saltikov (1698-1772)
- 1761 - Grof Aleksander Ivanovič Šuvalov (1710-1771)
- 1761 - Peter Ivanovič Šuvalov (1711-1762)
- 1762 - Grof Aleksej Bestužev-Rjumin (1693-1766)
- 1762 - Princ Nikita Trubetskoj (1699-1769)
- 1764 - Grof Kiril Razumovski (1728-1803)
- 1769 - Princ Aleksander Golicin (1718-1783)
- 1770 - Grof Peter Rumjancev-Zadunaiski (1725-1796)
- 1773 - Grof Zahar Černišev (1722-1784)
- 1784 - princ Grigorij Potemkin (1739-1791)
- 1794 - knez Aleksander Vasiljevič Suvorov (1729-1800)
- 1796 - Grof Ivan Saltykov (1730-1805)
- 1796 - Princ Nikolaj Repnin (1734-1801)
- 1796 - Prince Nikolaj Saltikov (1736-1816)
- 1796 - knez Aleksander Prozorovski (1732-1809)
- 1796 - Grof Ivan Černjšev (1726-1797)
- 1797 - Grof Mikhail Kamenski (1738-1809)
- 1807 - Grof Ivan Gudovič (1741-1820)
- 1813 - knez Mihail Ilarionovič Goleniščev-Kutuzov (1745-1813)
- 1814 - Knez Mikhail Barclay de Tolly (1761-1818)
- 1825 - Grof Fabian Wilhelm von Osten-Sacken (1752-1837)
- 1826 - Princ Peter Wittgensteinski (1769-1843)
- 1829 - Knez Ivan Paskevič (1782-1856)
- 1829 - Grof Ivan Diebitsch-Zabalkanski (1785-1831)
- 1850 - knez Pjotr Volkonski (1776-1852)
- 1856 - knez Mikhail Voroncov (1782-1856)
- 1859 - knez Aleksander Bariatinski (1815-1879)
- 1865 - Grof Friedrich Wilhelm von Berg (1793-1874)
- 1878 - Veliki knez Nikolaj Nikolajevič Ruski (1831-1891)
- 1878 - Veliki knez Mihail Nikolajevič Ruski (1832-1909)
- 1894 - Grof Josif Vladimirovič Gourko (1828-1901)
- 1898 - Grof Dimitrij Miljutin (1816-1912)

Nekateri viri navajajo, da so naslednji tuji državljani prejeli tudi ta naziv:
- 1700 - Charles Eugène, vojvoda de Croy (1651-1702)
- 1815 - Arthur Wellesley, vojvoda Wellingtonski (1769-1852)
- 1836 - Josef grof zu Radetzky von Radetz (1766-1858)
- 1871 - Helmuth grof von Moltke (1800-1891)
- 1872 - Nadvojvoda Albrecht Avstrijski (1817-1895)
- 1872 - Friedrich Wilhelm of Prussia (1831-1888)
- 1912 - Carol I. Romunski